# Бубакево
Буба̀кево, Бабакьой или Баба̀ кь̀ой (на гръцки: Μεσιά, Месия, до 1927 година Μπαλμπακιόϊ, Бабакьой) е село в Гърция, Егейска Македония, дем Пеония в област Централна Македония.

## География
Селото се намира на 30 m надморска височина западно в Солунското поле, на 4 km югоизточно от Ашиклар (Европос), на 20 km югоизточно от демовия център Гумендже (Гумениса) и на 30 km североизточно от Енидже Вардар (Яница) и на 3 km от десния бряг на Вардар.

## История

### Праистория
В местността Тумба, на 1 km югозападно от Бубакево има селищна могила, обявена в 1994 година за защитен археологически паметник.

### В Османската империя
В XIX век Бубакево е преобладаващо българско село в Ениджевардарска каза на Османската империя. В 1848 година руският славист Виктор Григорович описва в „Очерк путешествия по Европейской Турции“ Бобатово като българско село.
На австро-унгарската военна карта е отбелязано като Бабакьой Вардар (Babaköj Vardar), а на картата на Йоргос Кондоянис е отбелязано като Бабакьой (Μπαμπάκιοϊ), християнско село. Според Николаос Схинас („Οδοιπορικαί σημειώσεις Μακεδονίας, Ηπείρου, Νέας οροθετικής γραμμής και Θεσσαλίας“) в средата на 80-те години на XIX век Бабакьой (Μπαμπάκιοϊ) е село с 35 християнски семейства.
Според Васил Кънчов („Македония. Етнография и статистика“) в 1900 година Баба Кьой има 346 жители българи, 60 турци и 46 цигани. Цялото християнско население на селото е под върховенството на Българската екзархия. По данни на секретаря на Българската екзархия Димитър Мишев („La Macédoine et sa Population Chrétienne“) в 1905 година в селото (Baba-Keuy) има 448 българи екзархисти и в него работи българско училище с един учител и 24 ученици.
Кукушкият околийски училищен инспектор Никола Хърлев пише през 1909 година:
| „ | Бабакьово (Баба кьой), 20 /III, 1 1/2 ч. от Тумба. Всичко 70 къщи: 50 български екзархийски и 20 турски. Българските къщи са чифлик. Поминъкът е земеделие и малко бубарство. От Патриаршията отказано преди 15 години. Черквата няма никакви имоти. Турците нямат училище. | “ |

По данни на Екзархията в 1910 година Бубакево е чифлигарско село с 48 семейства, 314 жители българи и една черква.
В 1910 година Халкиопулос пише, че в селото (Μπαμπάκιοϊ) има 125 екзархисти и 75 мюсюлмани.
При избухването на Балканската война в 1912 година двама души от Бубакево са доброволци в Македоно-одринското опълчение.

### В Гърция
След Междусъюзническата война Бубакево попада в Гърция. В 1912 година е регистрирано като селище с християнска религия и „македонски“ език и мюсюлманска религия и турски език. Преброяването в 1913 година показва Барбакьой (Μπαρμπάκιοϊ) като село с 215 мъже и 192 жени.
Боривое Милоевич пише в 1921 година („Южна Македония“), че Бабакей (Баба-кеј) има 60 къщи славяни християни и 20 къщи турци.
През 20-те години цялото турско население и част от българското население на селото се изселва съответно в Турция и България. В 1923 - 1924 година 340 души се изселват в България или 46 семейства от общо 48 български семейства към 1912 година. На мястото на изселелите се през септември 1923 година са настанени около 45 гръцки семейства от Гюмюрджина, а през август 1924 година около 80 семейства от източнотракийското село Елбасан.
В 1927 година селото е прекръстено на Месия. В 1928 година Бубакево е представено като смесено местно-бежанско село с 88 семейства и 358 души. В началото на XXI век повечето семейства са бежански - две семейства са местни - Велинис и Теодорос Зикос, 6 семейства са каракачани и 1 е на понтийски гърци.
В 1924 година джамията на селото, строена в XV – XVI век, е превърната в християнска църква „Св. св. Константин и Елена“.
Селото пострадва силно по време на Гражданската война (1946 - 1949), като в 1947 година цялото му население е принудително изселено от властите в Аматово. След войната част от жителите му се връщат.
Тъй като землището се напоява добре, населението традиционно произвежда много жито, памук, бостан и овошки, като частично е развито и скотовъдството.
| Година    | 1913 | 1920 | 1928 | 1940 | 1951 | 1961 | 1971 | 1981 | 1991 | 2001 | 2011 | 2021 |
| --------- | ---- | ---- | ---- | ---- | ---- | ---- | ---- | ---- | ---- | ---- | ---- | ---- |
| Население | 407  | 387  | 406  | 433  | 256  | 423  | 435  | 404  | 307  | 318  | 226  | 173  |

## Личности
Родени в Бубакево
- Ангел Стоянов (Анго, Анчо, Аньо), македоно-одрински опълченец, 28-годишен, земеделец, четата на Иван Пальошев, четата на Ичко Димитров, Четвърта рота на Петнадесета щипска дружина, Сборна партизанска рота на МОО[21]
- Божил Ангелов (1868 – ?), български учител, македоно-одрински опълченец

Починали в Бубакево
- Сотир Коджоманов (1918 – 1944), гръцки комунист от Енидже Вардар, възпитаник на Цотилската гимназия, където става комунист; участва в съпротивата на ЕЛАС и загива при Бубакево[22]